# Егоров, Геннадий Вячеславович
Геннадий Вячеславович Егоров (23 марта 1966 - 30 мая 2021) — учёный в области кораблестроения, проектировщик судов российского флота, лауреат Государственной премии Украины (2011).

## Биография
Родился 23.03.1966 в Одессе в семье военного моряка. Учился в средней школе в г. Вилючинск (Петропавловск-Камчатский — 50).
Окончил Одесский институт инженеров морского флота (1988) и работал там же.
В 1995 г. основал и возглавил Морское инженерное бюро (Одесса).
В марте 2000 года учредил Морское инженерное бюро в Санкт-Петербурге.
С 2005 г. — профессор кафедры теории проектирования судов Национального университета кораблестроения (Николаев).
Доктор технических наук (2005), профессор (2008).
По проектам руководимых Егоровым Бюро за 25 лет построено 410 судов, в том числе «Мустай Карим» — речное круизное судно, грузопассажирское судно на 146 пассажиров «Адмирал Невельской» для Дальнего Востока, танкер для комплексной переработки отходов для Байкала «Георгий Москалев», траулер «Баренцево море».
Лауреат Государственной премии Украины (2011).
Скоропостижно умер 30 мая 2021 года.

## Работы
У Геннадия Егорова более 300 научных публикаций, в том числе пять монографий.
...
- Проектирование судов ограниченных районов плавания на основании теории риска / Г. В. Егоров. — Санкт-Петербург : Судостроение, 2007. — 383 с. : цв. ил., карт.,табл.; 24 см; ISBN 978-5-7355-0702-4
- Опыт строительства судов с использованием элементов эксплуатировавшегося флота / Н. А. Ефремов, Г. В. Егоров. — М. : Журнал РТ, 2005. — 23, [1] с. : цв. ил., портр.; 23 см; ISBN 5-902513-05-7

## Память
- В честь Г. В. Егорова названы суда:
  - Сухогруз «Геннадий Егоров» (проект RSD59) судоходной компании «Идель»[1].
  - Сухогруз «Конструктор Егоров» (проект RSD71) «Волжского пароходства»[2].